# Mégantic (circonscription provinciale)
Ne doit pas être confondu avec Mégantic (district électoral).
Circonscription électorale provinciale du Canada
Mégantic est une circonscription électorale provinciale du Québec situé dans la région de l'Estrie et partiellement dans la région de Chaudière-Appalaches.

## Historique
Lors de la refonte de la carte électorale de 2011, la circonscription de Mégantic-Compton est renommée simplement Mégantic, et son territoire est modifié en en retranchant la partie sud-ouest qui passe dans Saint-François et en y ajoutant des petites parties des circonscriptions voisines de Richmond (774 électeurs), Johnson (2 065 électeurs) et Frontenac (3 280 électeurs).

## Territoire et limites
La circonscription comprend les municipalités de :
- Ascot Corner
- Audet
- Beaulac-Garthby
- Bury
- Chartierville
- Cookshire-Eaton
- Disraeli
- Disraeli (paroisse)
- Dudswell
- East Angus
- Frontenac
- Hampden
- Lac-Drolet
- Lac-Mégantic
- Lambton
- La Patrie
- Lingwick
- Marston
- Milan
- Nantes
- Newport
- Notre-Dame-des-Bois
- Piopolis
- Saint-Augustin-de-Woburn
- Sainte-Cécile-de-Whitton
- Saint-Isidore-de-Clifton
- Sainte-Praxède
- Saint-Romain
- Saint-Sébastien
- Scotstown
- Stoke
- Stornoway
- Stratford
- Val-Racine
- Weedon
- Westbury

## Liste des députés
| Législature                            | Années       | Député | Député           | Parti            |
| -------------------------------------- | ------------ | ------ | ---------------- | ---------------- |
| Mégantic Créée depuis Mégantic-Compton |              |        |                  |                  |
| 40e                                    | 2012–2014    |        | Ghislain Bolduc  | Libéral          |
| 41e                                    | 2014–2018    |        | Ghislain Bolduc  | Libéral          |
| 42e                                    | 2018–2022    |        | François Jacques | Coalition avenir |
| 43e                                    | 2022–présent |        | François Jacques | Coalition avenir |

## Résultats électoraux

### Évolution pour les principaux partis
|                                                                                              |
| - Coalition avenir - Parti libéral - Parti québécois - Québec solidaire - Parti conservateur |

### Résultats détaillés
|                                                                                               | Nom                        | Parti            | Nombre de voix | %      | Maj.  |
| --------------------------------------------------------------------------------------------- | -------------------------- | ---------------- | -------------- | ------ | ----- |
|                                                                                               | François Jacques (sortant) | Coalition avenir | 12 973         | 46,2 % | 6 721 |
|                                                                                               | Mathieu Chenard            | Conservateur     | 6 252          | 22,3 % | -     |
|                                                                                               | Marilyn Ouellet            | Québec solidaire | 3 592          | 12,8 % | -     |
|                                                                                               | André Duncan               | Parti québécois  | 3 588          | 12,8 % | -     |
|                                                                                               | Eloïse Gagné               | Libéral          | 1 604          | 5,7 %  | -     |
|                                                                                               | André Giguère              | Parti 51         | 89             | 0,3 %  | -     |
| Total                                                                                         | Total                      | Total            | 28 098         | 100 %  |       |
| Le taux de participation lors de l'élection était de 70,4 % et 397 bulletins ont été rejetés. |                            |                  |                |        |       |

|                                                                                               | Nom              | Parti               | Nombre de voix | %      | Maj.  |
| --------------------------------------------------------------------------------------------- | ---------------- | ------------------- | -------------- | ------ | ----- |
|                                                                                               | François Jacques | Coalition avenir    | 12 593         | 47,5 % | 7 336 |
|                                                                                               | Robert G. Roy    | Libéral             | 5 257          | 19,8 % | -     |
|                                                                                               | Andrée Larrivée  | Québec solidaire    | 4 228          | 16 %   | -     |
|                                                                                               | Gloriane Blais   | Parti québécois     | 3 325          | 12,6 % | -     |
|                                                                                               | Sylvain Dodier   | Vert                | 809            | 3,1 %  | -     |
|                                                                                               | Richard Veilleux | Citoyens au pouvoir | 281            | 1,1 %  | -     |
| Total                                                                                         | Total            | Total               | 26 493         | 100 %  |       |
| Le taux de participation lors de l'élection était de 69,2 % et 377 bulletins ont été rejetés. |                  |                     |                |        |       |

|                                                                                               | Nom                       | Parti            | Nombre de voix | %      | Maj.  |
| --------------------------------------------------------------------------------------------- | ------------------------- | ---------------- | -------------- | ------ | ----- |
|                                                                                               | Ghislain Bolduc (sortant) | Libéral          | 10 840         | 40,8 % | 2 961 |
|                                                                                               | Isabelle Hallé            | Parti québécois  | 7 879          | 29,6 % | -     |
|                                                                                               | Pierre-Luc Boulanger      | Coalition avenir | 6 078          | 22,9 % | -     |
|                                                                                               | Ludovick Nadeau           | Québec solidaire | 1 541          | 5,8 %  | -     |
|                                                                                               | Évelyne Beaudin           | Option nationale | 236            | 0,9 %  | -     |
| Total                                                                                         | Total                     | Total            | 26 574         | 100 %  |       |
| Le taux de participation lors de l'élection était de 69,9 % et 381 bulletins ont été rejetés. |                           |                  |                |        |       |

|                                                                                               | Nom                        | Parti            | Nombre de voix | %      | Maj.  |
| --------------------------------------------------------------------------------------------- | -------------------------- | ---------------- | -------------- | ------ | ----- |
|                                                                                               | Ghislain Bolduc            | Libéral          | 9 946          | 35,1 % | 1 099 |
|                                                                                               | Gloriane Blais             | Parti québécois  | 8 847          | 31,2 % | -     |
|                                                                                               | Raymonde Lapointe          | Coalition avenir | 7 260          | 25,6 % | -     |
|                                                                                               | William Leclerc Bellavance | Québec solidaire | 1 531          | 5,4 %  | -     |
|                                                                                               | Jasmin Roy-Rouleau         | Option nationale | 473            | 1,7 %  | -     |
|                                                                                               | Jacques Audet              | Indépendant      | 178            | 0,6 %  | -     |
|                                                                                               | Jean-Luc Perron            | Indépendant      | 106            | 0,4 %  | -     |
| Total                                                                                         | Total                      | Total            | 28 341         | 100 %  |       |
| Le taux de participation lors de l'élection était de 74,5 % et 362 bulletins ont été rejetés. |                            |                  |                |        |       |